# Speciális Olimpia
A Speciális Olimpia a világ legnagyobb sportszervezete az értelmi fogyatékossággal és testi fogyatékossággal élő gyermekek és felnőttek számára, amely 172 országban 5 millió résztvevő számára biztosít egész éves edzéseket és foglalkozásokat. Évente több mint 100 000 eseményt rendeznek szerte a világon. A helyi versenyek mellett, országos és regionális eseményeket is. A Nemzetközi Paralimpiai Bizottsághoz hasonlóan a Speciális Olimpiai Szervezetét is elismeri a Nemzetközi Olimpiai Bizottság. A Paralimpiai Játékokkal ellentétben azonban a Speciális Olimpiai Világjátékokat nem ugyanabban az évben és nem is az olimpiai játékokkal együtt tartják.
A Speciális Olimpiai Világjátékok nyári és téli játékok között váltakoznak kétéves ciklusokban és minden negyedik évben ismétlődnek. Az első játékokat 1968. július 20-án tartották Chicagóban, Illinois államban, mintegy 1000 sportolóval az Egyesült Államokból és Kanadából. Itt jelentette be Eunice Kennedy Shriver a rendezvény tiszteletbeli elnöke a Speciális Olimpia szervezet megalakulását. A nemzetközi részvétel a következő játékokban bővült. 2003-ban az első Egyesült Államokon kívüli nyári játékokat Dublinban, Írországban rendezték, 150 ország 7000 sportolójával. A legutóbbi nyári világjátékokat az Egyesült Arab Emírségekben, Abu Dhabiban tartották 2019. március 14-21. Ez volt az első különleges olimpiai világjáték, amelyet a Közel-Keleten rendeztek. A következő nyári világjátékokat Berlinben, Németországban tartják 2023. június 16. és 25. között. Németország számára ez lesz az első alkalom, hogy otthont ad a Speciális Olimpiai Világjátékoknak.
Az első téli világjátékot 1977 -ben rendezték meg az amerikai Colorado állambeli Steamboat Springsben. Ausztria rendezte az első téli játékokat az Egyesült Államokon kívül 1993-ban. A legutóbbi különleges olimpiai téli világjátékokat Grazban, Schladmingban és Ramsauban, Ausztriában tartották 2017. március 14 -től 2017. március 25 -ig.